# Lerm-et-Musset
Lerm-et-Musset je francouzská obec v departementu Gironde v regionu Akvitánie. V roce 2009 zde žilo 468 obyvatel.